# Eduardo Paraná
Carlos Eduardo de Souza Lambach Júnior, também conhecido pelos nomes artísticos Kadu Lambach e Eduardo Paraná, é um músico brasileiro nascido em Curitiba.
Foi o primeiro guitarrista da banda Legião Urbana, antes da entrada de Dado Villa-Lobos.

## Carreira
Kadu era filho de funcionário público e professora de piano, que se mudou do Paraná para Brasília no final dos anos 70.
No fim da adolescência, Kadu tocava em uma banda de rock instrumental e sonhava viver de música. Após o terceiro show da sua banda Boca Seca, no Concerto Lago Norte, no final de 1982, foi convidado por Renato Russo para formar uma nova banda, com Marcelo Bonfá (baterista). Logo depois, entraria também Paulo Paulista (tecladista).
Participou do primeiro show da banda, em Patos de Minas, quando os integrantes tiveram de sair algemados após irritarem policiais com letras como a de “Música Urbana 2”.
Em 1983, Eduardo sai da banda, motivado por sua fidelidade à instrumental “O Cachorro”, considerada ‘progressiva’ demais para a Legião Urbana.
Em 1991, cursou a Licenciatura em Música na Universidade de Brasília - UnB. 
Em 1997 lançou seu primeiro álbum "Last Blues".  Fez carreira sólda no jazz e MPB, chegando a tocar com Stanley Clarke, Baby do Brasil, Olivia Hime, Jane Duboc e Belchior.
De 2001 à 2002 foi colunista da Revista Guitar Class. 
Em 2015 lançou o álbum "Expressivo"  e em 2020 o álbum duo de violões "Victor Biglione & Kadu Lambach - Gypsy Bossa" com o também guitarrista Victor Biglione.
Em 2021 lançou o álbum "Muito Mais e Melhores Blues Ainda" . Neste mesmo ano foi lançado o livro "Música Urbana: O Início de uma Legião", escrito pelo jornalista e economista André Luiz Molina.